# Henry M. Mathews
Henry Mason Mathews, född 29 mars 1834 i Greenbrier County i Virginia (nuvarande West Virginia), död 28 april 1884 i Lewisburg i West Virginia, var en amerikansk politiker (demokrat). Han var West Virginias guvernör 1877–1881.
Mathews efterträdde 1877 John J. Jacob som guvernör och efterträddes 1881 av Jacob B. Jackson.